# The Merchant of Venice (film 1927)
The Merchant of Venice è un cortometraggio muto del 1927 diretto da Widgey R. Newman.

## Produzione
Il film fu prodotto dalla Widgey R. Newman Productions.

## Distribuzione
Il film fu distribuito nel Regno Unito dalla Widgey R. Newman Productions nell'ottobre 1927.